# Louis Hochet
Louis Hochet est un ingénieur du son français, chef-opérateur du son pour le cinéma, actif des années 1930 aux années 1990. Il a longtemps travaillé avec Georges Lautner, puis avec Jean-Marie Straub et Danièle Huillet.

## Biographie
Louis Hochet fait ses débuts sur les tournages de cinéma dans les années 1930 comme « recorder », chargé de l'enregistrement du son optique dans un « camion-son », puis devient perchman. Il commence sa carrière d'ingénieur du son dans les années 1940 avec Au cœur de l'orage de Jean-Paul Le Chanois tourné en 1944-1945.

## Filmographie
- 1947 : Voyage Surprise de Pierre Prévert
- 1948 : Au cœur de l'orage de Jean-Paul Le Chanois
- 1950 : Cœur-sur-Mer de Jacques Daniel-Norman
- 1950 : Les Mécanos de l'air, court métrage de Marcel Martin
- 1951 : Le Roi des camelots d'André Berthomieu
- 1951 : La Course de taureaux de Pierre Braunberger
- 1951 : La Grande Vie d'Henri Schneider
- 1952 : Trois femmes d'André Michel
- 1952 : Jour de peine, moyen métrage de Victor Vicas
- 1953 : Je suis un mouchard de René Chanas
- 1953 : Minuit quai de Bercy de Christian Stengel
- 1953 : Le Chasseur de chez Maxim's d'Henri Diamant-Berger
- 1954 : Les Fruits sauvages d'Hervé Bromberger
- 1954 : Votre dévoué Blake de Jean Laviron
- 1955 : Fortune carrée de Bernard Borderie
- 1955 : Crèvecœur de Jacques Dupont
- 1956 : Goubbiah, mon amour (Traqués dans la nuit) de Robert Darène
- 1956 : La Châtelaine du Liban de Richard Pottier
- 1956 : Michel Strogoff de Carmine Gallone
- 1957 : Méfiez-vous fillettes d'Yves Allégret
- 1957 : C'est arrivé à 36 chandelles d'Henri Diamant-Berger
- 1958 : Liberté surveillée d'Henri Aisner et Vladimir Voltchek
- 1958 : La Fille de Hambourg d'Yves Allégret
- 1958 : Houla-Houla de Robert Darène
- 1959 : L'Ambitieuse d'Yves Allégret
- 1960 : Chien de pique d'Yves Allégret
- 1960 : Les Canailles de Maurice Labro
- 1960 : Vers l'extase de René Wheeler
- 1960 : Le Trésor des hommes bleus d'Edmond Agabra et Marco Ferreri
- 1961 : Les Amours de Paris de Jacques Poitrenaud
- 1961 : La Fête espagnole de Jean-Jacques Vierne
- 1961 : Napoléon II, l'aiglon de Claude Boissol
- 1961 : Léviathan de Léonard Keigel
- 1963 : Vacances portugaises de Pierre Kast
- 1964 : La Mort d'un tueur de Robert Hossein
- 1964 : Les Yeux  cernés de Robert Hossein
- 1964 : Le Monocle rit jaune de Georges Lautner
- 1964 : Trafics dans l'ombre d'Antoine d'Ormesson
- 1965 : Le Faux Pas d'Antoine d'Ormesson
- 1965 : Le Bonheur d'Agnès Varda
- 1966 : Ne nous fâchons pas de Georges Lautner
- 1966 : Galia de Georges Lautner
- 1966 : Cartes sur table de Jesús Franco
- 1967 : La Grande Sauterelle de Georges Lautner
- 1967 : Fleur d'oseille de Georges Lautner
- 1968 : Chronique d'Anna Magdalena Bach de Jean-Marie Straub et Danièle Huillet
- 1969 : Le Cerveau de Gérard Oury
- 1970 : Les yeux ne veulent pas en tout temps se fermer ou peut-être qu'un jour Rome se permettra de choisir à son tour de Jean-Marie Straub et Danièle Huillet
- 1970 : La Liberté en croupe de Georges Lautner
- 1970 : Sur la route de Salina de Georges Lautner
- 1971 : Laisse aller... c'est une valse de Georges Lautner
- 1972 : Il était une fois un flic de Georges Lautner
- 1973 : Quelques messieurs trop tranquilles de Georges Lautner
- 1973 : L'Événement le plus important depuis que l'homme a marché sur la Lune de Jacques Demy
- 1974 : Les Vacanciers de Michel Gérard
- 1974 : Vive la France de Michel Audiard
- 1975 : Moïse et Aaron de Jean-Marie Straub et Danièle Huillet
- 1976 : La Marge de Walerian Borowczyk
- 1977 : Toute révolution est un coup de dés de Jean-Marie Straub et Danièle Huillet
- 1978 : Guerres civiles en France de Vincent Nordon, François Barat, Joël Farges
- 1978 : Le Témoin de Jean-Pierre Mocky
- 1979 : Le Piège à cons de Jean-Pierre Mocky
- 1979 : De la nuée à la résistance de Jean-Marie Straub et Danièle Huillet
- 1982 : Trop tôt, trop tard de Jean-Marie Straub et Danièle Huillet
- 1982 : En rachâchant de Jean-Marie Straub et Danièle Huillet
- 1984 : Amerika-Rapports de classe (Klassenverhältnisse) de Jean-Marie Straub et Danièle Huillet
- 1987 : La Mort d'Empédocle de Jean-Marie Straub et Danièle Huillet
- 1990 : Cézanne : Conversation avec Joachim Gasquet de Jean-Marie Straub et Danièle Huillet
- 1990 : Noir péché (Schwarze Sünde) de Danièle Huillet et Jean-Marie Straub
- 1992 : Antigone de Danièle Huillet et Jean-Marie Straub
- 1994 : Lothringen ! de Danièle Huillet et Jean-Marie Straub
- 1997 : Du jour au lendemain de Danièle Huillet et Jean-Marie Straub
- 1999 : Sicilia! de Danièle Huillet et Jean-Marie Straub

## Témoignage de Jean-Marie Straub
« Renoir disait qu’un film, c’est comme un crime organisé, que ça nécessite des complices sûrs. Notre plus vieux complice, c’était Louis Hochet, notre ingénieur du son et notre mixeur, le meilleur du cinéma français, et il vient de mourir dans l’indifférence générale. »

— Jean-Marie Straub, Les Inrocks, 15 septembre 1999